# Posttraumatisches Wachstum
Posttraumatisches Wachstum ist eine Bezeichnung in der Psychologie. Zu posttraumatischem Wachstum kann es nach einer traumatisierenden Situation kommen.

## Terminologie
Der Begriff „posttraumatisches Wachstum“ (engl. posttraumatic growth) stammt von Richard G. Tedeschi und Lawrence G. Calhoun.
Während sich die Klinische Psychologie traditionellerweise mit der Erforschung psychischer Störungen beschäftigt (Posttraumatische Belastungsstörung, Posttraumatische Verbitterungsstörung), steigt seit den 1990er Jahren das Interesse der Traumaforschung an positiven Traumafolgen, auf die bereits 1963 Viktor Frankl hingewiesen hat.
George Bonanno, Professor an der Columbia-Universität, geht davon aus, dass posttraumatisches Wachstum nicht die Ausnahme, sondern die Regel ist. Nach seinen Studien sind 60 – 80 % der Menschen, die eine tiefgreifende Krise durchlebt haben, dadurch langfristig zufriedener und stärker geworden. Diese schmerzvollen Rückschläge und Erfahrungen verschaffen nach Ansicht des britischen Psychologen Martin Phillips der betroffenen Person Klarheit, was sie tatsächlich will und v. a., was sie tatsächlich braucht. Dadurch kann sie authentischer und glücklicher leben.
Andere in der Literatur gebräuchliche Termini sind „Finding Benefits“ (Affleck und Tennen 1996), „Stress-related Growth“ (Park u. a. 1996), „Thriving“ (O’Leary u. a. 1995), „Positive Psychological Changes“ (Yalom und Liebermann 1991), „Transformational Coping“ (Aldwin 1994) und auf Deutsch „posttraumatische Reifung“ (Maercker 2009).

## Bereiche des posttraumatischen Wachstums
Der Psychologe Richard G. Tedeschi, der als Professor an der UNC Charlotte lehrt, hat zusammen mit seinem Team 5 Bereiche des posttraumatischen Wachstums herausgearbeitet:
1. Intensivierung der Wertschätzung des Lebens: Der durch das traumatische Erlebnis ausgelöste Reifungsprozess führt zu einer Veränderung der Prioritäten. Die Bedeutung der kleinen, alltäglichen Dinge nimmt zu. Materielle Dinge verlieren an Wert, persönliche Beziehungen gewinnen an Wert.
2. Intensivierung der persönlichen Beziehungen: Das traumatische Ereignis hat einen Teil der alten Beziehungen zerstört. Die überlebenden Beziehungen („in der Not erkennt man die wahren Freunde“) werden intensiviert. Gleichzeitig nimmt die Fähigkeit zur Empathie zu. Traumabetroffene Personen empfinden ein erhöhtes Mitgefühl mit anderen, vor allem mit notleidenden Menschen.
3. Bewusstwerdung der eigenen Stärken: Gerade durch das Bewusstwerden der eigenen Verletzlichkeit wächst auch das Gefühl der inneren Stärke. Man weiß nun, dass zwar die Sicherheit im Leben jederzeit angreifbar ist, aber auch, dass man die Folgen schlimmer Ereignisse meistern kann.
4. Entdeckung von neuen Möglichkeiten im Leben: Nachdem alte Ziele zerbrochen bzw. entwertet wurden, sucht man nun nach neuen Zielen und Aufgaben. Dies kann mit einem Berufswechsel oder mit intensivem sozialen Engagement verbunden sein.
5. Intensivierung des spirituellen Bewusstseins: Das durch das traumatische Ereignis herbeigeführte Grenzerlebnis wirft existenzielle Fragen auf. Die daraus resultierenden Reflexionen über den Lebenssinn und/oder über Gott können zu einer größeren spirituellen Erkenntnis und zu größerer innerer Zufriedenheit führen.

Zusammenfassend kann gesagt werden, dass aus einem Verlust ein Gewinn entsteht. Die Traumabetroffenen erkennen die im Leben angelegten Paradoxien (z. B. Verletzlichkeit und Stärke). Diese führen zu dialektischem Denken und damit zu einem Zugewinn an Reife und Weisheit. Richard G. Tedeschi geht davon aus, dass bis zu 90 Prozent von Trauma-Überlebenden mindestens einen Aspekt des posttraumatischen Wachstums erfahren.

## Phasen des posttraumatischen Wachstums
Tedeschi und Calhoun unterteilen in drei Phasen des traumatischen Wachstums:
1. Erleben eines Traumas: Dabei werden vorhandene Bewältigungsmöglichkeiten überschritten und Grundannahmen über sich und die Welt zerstört. Dies ist mit massivem psychischen und emotionalen Leid verbunden.
2. Kognitive Bewältigung
  1. Häufiges automatisches Grübeln (kognitiver Verarbeitungsprozess)
  2. Reduktion von emotionalem Distress
  3. Verabschiedung von unerreichbaren Zielen
  4. Reflektierendes Grübeln
  5. Veränderung der Grundannahmen (engl. schema change)
3. Posttraumatisches Wachstum

## Voraussetzungen für das posttraumatische Wachstum
Der britische Psychologe Stephen Joseph von der Universität Nottingham nennt drei ausschlaggebende Elemente, die notwendig sind, um aus Schicksalsschlägen und traumatischen Erfahrungen gestärkt hervorzugehen
1. Man muss damit umgehen lernen, dass das Leben unsicher ist und darf sich dabei nicht einschüchtern lassen.
2. Man muss bewusst mit den eigenen Emotionen umgehen, sie zunächst wahrnehmen, sie verstehen und akzeptieren. Dies führt zur emotionalen Selbsteinsicht und Reflexion.
3. Man muss zur Einsicht gelangen, dass man Verantwortung für sich, seine Taten und sein Leben trägt. Dabei darf man sich in der Krisensituation nicht als Opfer sehen. Die eigene Autonomie und Selbständigkeit muss klar wahrgenommen werden.
4. Martin Seligman und Ann Marie Roepke fügen noch einen vierten Punkt hinzu: Man muss nach neuen Möglichkeiten und Optionen Ausschau halten, sich öffnen und diese ergreifen. Für Seligman und Roepke ist die Weisheit, „wenn eine Tür zufällt, geht eine andere auf“, der Schlüssel zum posttraumatischen Wachstum.[3]

## Kulturabhängigkeit oder -unabhängigkeit des Phänomens
Es gibt Belege dafür, dass das posttraumatische Wachstum nicht kulturunabhängig auftritt. In Gesellschaften, die von modernen und postmodernen Werten geprägt sind, wie den USA und den europäischen Ländern, gibt es die meisten Belege für dieses Phänomen, in Ländern mit traditionellen Werten dagegen weniger.
Auch im Vergleich von Ländern eines Kulturkreises kann es zu Unterschieden kommen. So sind nicht alle Bereiche des posttraumatischen Wachstums in allen Ländern gleichermaßen vorhanden. Dies ist z. B. an gänzlich fehlendem oder nur gering zunehmenden spirituellen Bewusstsein in religionsfernen Ländern oder Landesteilen wie den fünf ostdeutschen Bundesländern gezeigt worden. Posttraumatisches Wachstum kann als eine traumatisch-bedingte Form der Selbstverbesserung (engl. self enhancement) angesehen werden, die wie diese auch eine illusorische Komponente hat.

## Abgrenzung gegenüber verwandten Konzepten
- Resilienz (engl. Resilience)
- Hardiness
- Optimismus
- Kohärenzsinn
- Coping
- Positive Psychologie
- Salutogenese
- Sinnfindung

## Kritik
Luise Reddemann ist der Auffassung, dass die Bedeutung des posttraumatischen Wachstums überschätzt wird. Bei vielen werde das Wachstum durch Traumata vielmehr stark behindert. Die Betonung von posttraumatischem Wachstum und Resilienz diene vor allem dazu, die Verantwortung für das eigene Wohlergehen auf das Individuum zu verlagern.